# Resasta peščenka
Resasta peščenka (znanstveno ime Arenaria ciliata) je alpska rastlina iz družine klinčnic.

## Opis
Resasta peščenka je plazeča rastlina, ki v višino doseže med 3 in 10 cm. Steblo je močno razraščeno, in ima veliko necvetočih poganjkov. Rastlina ima jajčasto suličaste liste, ki so pri dnu resasti, po čemer je dobila svoje ime. Cvetovi so beli in ovršni, sestavljeni iz petih venčnih listov. V Sloveniji cveti v juliju in avgustu, razširjena pa je po Alpah in Karpatih, našli pa so jo tudi na Grenlandiji in na Irskem. Raste raztreseno po kamnitih pašnikih in v drobnem grušču na zmerno kisli do nevtralni podlagi na nadmorski višini med 1800 in 3100 metri.